# Union Square (Seattle)
Union Square es un complejo de dos rascacielos situado en Sixth Avenue, entre Union Street y University Street en downtown Seattle, al lado de Freeway Park.

## One Union Square
One Union Square es un rascacielos con revestimiento de aluminio de 139 m (456 ft) compuesto de 36 plantas. La construcción del edificio se completó en 1981.

## Two Union Square
La construcción de Two Union Square comenzó en 1987 y fue completado en 1989. El edificio, de 226 m (741 ft) es el tercero más alto en Seattle. La firma arquitectónica Floyd Naramore, William Bain, Clifton Brady and Perry Johanson (NBBJ), establecida en Chicago, diseñó la torre, que fue inaugurada el 26 de julio de 1989. Two Union Square tiene 56 plantas, 104,648.6 m² (1,126,428 sq ft) de espacio alquilable, y está conectado subterráneamente con Seattle Hilton Hotel y un centro comercial en Rainier Square.

## Inquilinos
- Ajilon Finance
- Apple Physical Therapy-Seattle
- Arboretum Mortgage
- Northwestern Mutual Financial Network
- BlackRock Financial
- Ater Wynne
- Blakely Sokoloff Taylor & Zafman
- Bush Strout & Kornfeld
- Colliers International
- Ederer Investment Company
- Ellis Li & McKinstry
- First Choice Health
- Hagen Kurth Perman & Co
- Homestreet Bank
- Kelly Services
- Flinn Ferguson
- GreaterGood Network
- Kibble & Prentice
- Keever Capital
- The Lyman Group
- Lasher Holzapfel Sperry
- Miller Nash LLP
- Morgan Stanley Smith Barney
- NBS Financial Services
- The Otto Law Group, PLLC
- Peterson Sullivan LLP
- Prolumina
- Reed McClure
- Stafford Frey Cooper
- Swedish Medical Group
- Vectorform LLC
- Wedbush Securities
- Williams Kastner